# Eugen Kipp
Eugen Kipp (26 de febrer de 1885 - 10 de novembre de 1931) fou un futbolista alemany de la dècada de 1910.
Fou 16 cops internacional amb la selecció alemanya amb la qual participà en els Jocs Olímpics d'Estiu de 1912. Pel que fa a clubs, defensà els colors de Sportfreunde Stuttgart i Stuttgarter Kickers.